# Marten de Roon
Marten Elco de Roon (Zwijndrecht, Hollandia, 1991. március 29. –) holland labdarúgó,  az Atalantában játszik, középpályásként.

## Pályafutása
De Roon a Sparta Rotterdamban kezdte profi pályafutását. A holland élvonalban 2010. március 27-én, a Twente ellen mutatkozott be, kezdőként pályára lépve. 2012 áprilisában leigazolta a Heerenveen, hároméves szerződést kötve vele. 2015 júliusában az olasz Atalantához került. 2016. július 4-én 12 millió fontért leigazolta a Middlesbrough. Augusztus 13-án, a Stoke City ellen mutatkozott be a Premier League-ben.
2024. május 22-én a német Bayer Leverkusen ellen megnyerte az Atalanta csapatával az Európa-ligát.

### A válogatottban
A holland U19-es válogatottban 2009. november 12-én, egy Málta elleni Eb-selejtezőn debütált és gólt is szerzett.

## Sikerei, díjai
- Atalanta
  - Európa-liga: 2023–24

## Külső hivatkozások
- Marten de Roon pályafutásának statisztikái a Soccerbase oldalon (angolul)

- Statisztikái a vi.nl-en Archiválva 2016. február 23-i dátummal a Wayback Machine-ben